# Parafia św. Wawrzyńca w Prusach
Parafia Świętego Wawrzyńca w Prusach znajduje się w dekanacie Strzelin w archidiecezji wrocławskiej. Jej proboszczem jest ks. Krzysztof Romaniuk. Erygowana w XIV wieku. Księgi metrykalne prowadzone są od 1945 r.

## Wspólnoty i Ruchy
Żywy Różaniec, Rada Parafialna,  Ministranci.